# Sansimonismo

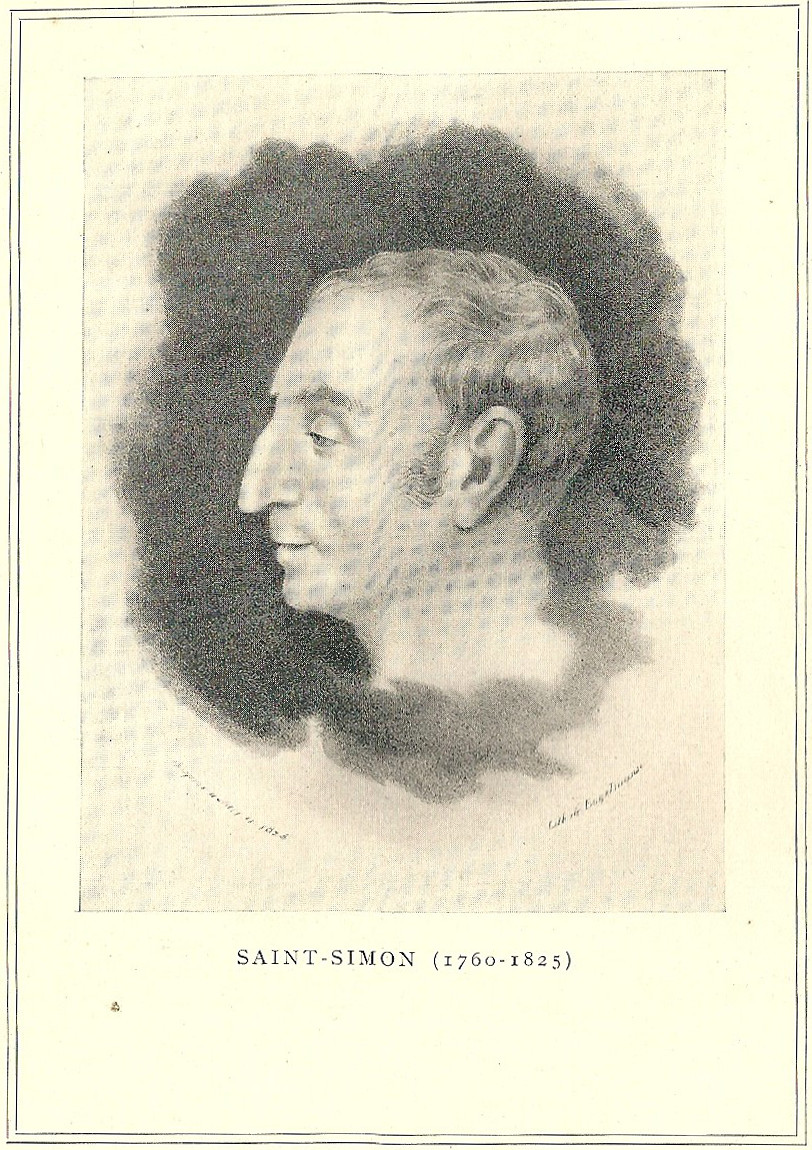
Henri de Saint-Simon, cuyas ideas dieron nacimiento al movimiento que lleva su nombre.

El sansimonismo fue el movimiento ideológico con fines políticos fundado por los seguidores del socialista utópico Henri de Saint-Simon después de la muerte de este en 1825. En Francia constituyó la primera formulación del socialismo, aunque se discute si sus propuestas fueron realmente socialistas. Su influencia se extendió fuera de Francia y alcanzó prácticamente a todo el planeta, presentándose no tanto como un «movimiento socialista o social como cuanto agrupación técnico-política, con objetivos reformistas, metas financieras y místico-filosóficas no demasiado definidas».
Los sansimonianos abogaron, entre otras cosas, por la abolición del derecho a la herencia, la redistribución de la riqueza (en un sentido diferente al socialismo actual) y en algunos casos, la emancipación de la mujer. En este grupo se encontraban las mujeres como Angélique Arnaud, Caroline Simon y Claire Démar.

## Historia

### El «socialismo aristocrático» de Saint-Simon
En 1825, el año de su muerte, se publicó la obra de Henri de Saint-Simon Le Nouveau christianisme (El nuevo cristianismo), síntesis final de sus ideas económicas, sociales y políticas desarrolladas durante los veinte años anteriores. En ella Saint-Simon proponía crear un «nuevo» y «auténtico» cristianismo que sirviera de fundamento ideológico y moral a la nueva sociedad industrial que proponía. «La gran meta terrena de los cristianos, que deben proponerse para obtener la vida eterna, es mejorar lo más rápidamente posible la existencia moral y física de la clase más pobre», escribió.
En Saint-Simon, el conflicto de clases fundamental de la sociedad de su tiempo no era el que el enfrentaba a la «burguesía» con el «proletariado», como afirmarán otros socialistas y desarrollará el marxismo, sino el que oponía a los «productores» o «tercera clase» —que incluía tanto a los patronos como a los obreros, «los que dirigían los trabajos productivos y los que los realizaban» — con los «ociosos» improductivos que no contribuían en nada a la riqueza y al bienestar económico de la nación, y entre los que se encontraban en primer lugar los miembros del clero y de la nobleza.
Para Saint-Simón, las causas del cambio y progreso social son producto de las innovaciones tecnológicas y culturales. Luego la ciencia constituye el principal motor del progreso, y este progreso proviene de la industria, que ha de organizarse íntimamente alrededor del mundo moral.
Según Saint-Simón, el tránsito hacia el nuevo tipo de sociedad no es de carácter revolucionario, sino pacífico, dada que la clase industrial solo utilizará el diálogo persuasivo para convencer el "traspaso" del poder político y de la riqueza pública a esa clase industrial. Es necesaria pues, la planificación económica para que la producción industrial se rija por la utilidad pública de los bienes producidos. Solo alcanzará su verdadera libertad cuando se llegue a la etapa de la "cooperación" entre trabajadores e industriales. Entonces, la explotación desaparecerá y se establecerá la organización científica e industrial de la sociedad socialista y antiautoritaria que garantizará la igualdad y la libertad de todos los miembros y confiará las poderes y gestión de ella a la clase industrial.Él estaba más preocupado con la participación del hombre en la fuerza de trabajo en lugar de mano de obra que el hombre elija. Su lema fue "Todos los hombres deben trabajar".
Para alcanzar esa sociedad que acabara con la «anarquía» capitalista proponía la constitución de un nuevo Estado dirigido por los científicos y por los «industriales» que sustituirían a los «incapaces»: curas, nobles y explotadores. Por eso su propuesta ha sido calificada como «socialismo aristocrático», antecedente de lo que en siglo XX se llamaría tecnocracia. De ahí también que buena parte de sus seguidores fueran banqueros, financieros, industriales, inventores, etc., algunos de los cuales desempeñaron funciones importantes en la vida económica de Francia y fuera de ella.
Según Saint-Simon la propiedad solo era legítima cuando se basaba en el trabajo, de lo que deducía que la sociedad moderna se apoyaba en la industria y en los «industriales» grupo formado por «tres grandes clases que se llaman los cultivadores, los fabricantes y los negociantes» y que todos «reunidos trabajan para producir o para poner al alcance de todos los miembros de la sociedad todos los medios materiales para satisfacer sus necesidades o sus gustos físicos».

Esta defensa de la clase industrial se va a convertir en el primer alegato teórico a favor de una sociedad tecnocrática presidido por la igualdad de oportunidades, así como por la ausencia de poder coactivo alguno. No obstante, la confianza que depositaba Saint-Simón en la clase "industrial" para liderar altruistamente la transición "científico-moral" fue criticada como ilusamente errónea. Entre ellos, Comte, Marx y Engels. John Stuart Mill afirmó, haciendo referencia a su poca popularidad y trascendencia: 
"Difícilmente haya un pensador de importancia en Francia, en el momento actual, que esté en gran parte en deuda con el sansimonismo..."

### Nacimiento y primera época del sansimonismo (1825-1831)

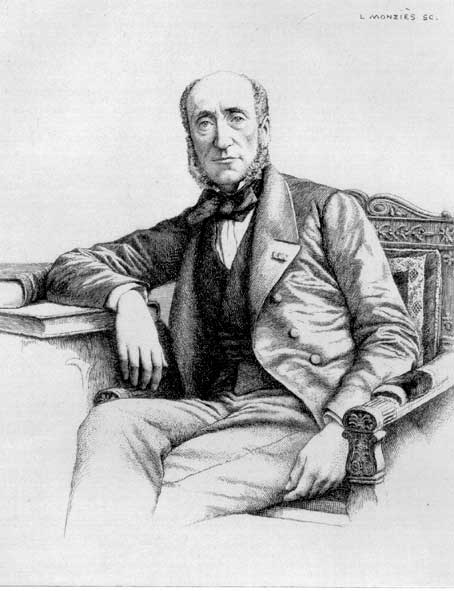
Michel Chevalier.

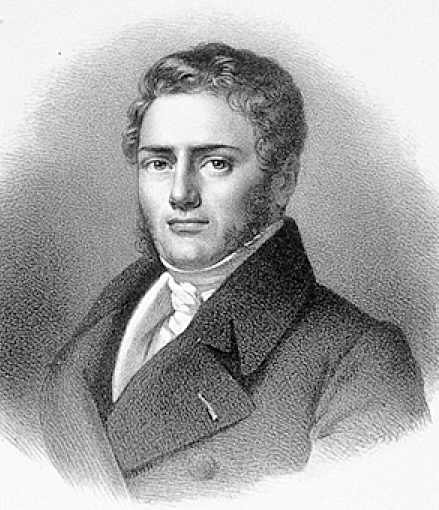
Saint-Amand Bazard.

Los seguidores de Saint-Simon lo consideraron como un «maestro» y lo presentaron como un «mesías» de la nueva «religión» expuesta en «El nuevo cristianismo». Los jefes del movimiento fueron Barthélemy Prosper Enfantin, Saint-Amand Bazard y Olinde Rodrigues, que junto con otros destacados miembros del grupo, como Henri Forunel, Abel Transon, Michel Chevalier, Jean Reynaud, Pierre Leroux y Philippe Buchez, constituyeron la «jerarquía de los productores». Su primer paso fue fundar en 1825, el mismo año de la muerte de Saint-Simon, el periódico Le Producteur, en el que criticaron el liberalismo y el librecambismo, y a continuación organizaron sesiones de debates públicos en los que se discutieron y desarrollaron los principios de la escuela que fueron recogidos en la Exposición de la doctrina de Saint-Simon publicada en 1830. Gracias a esta labor de difusión del sansimonismo se fueron adhiriendo al mismo no solo políticos y pensadores, sino también hombres de negocios, banqueros, industriales y economistas que ocuparían puestos importantes en Francia a mediados de siglo. Todos ellos asumieron el sansimonismo como una «religión» cuya «fe» se basaba en la ciencia —en la que incluían a la historia, «una ciencia que asume las características de rigor de las ciencias exactas»— y que debía mostrar «el camino progresivo de la humanidad hacia la asociación universal». Así se decía en la Exposición de la doctrina de Saint-Simon:

«El hombre ha explotado hasta hoy al hombre. Amos y esclavos, patricios y plebeyos, señores y siervos; propietarios; arrendatarios; ociosos y trabajadores,… he aquí la historiad progresiva de la humanidad hasta nuestros días: Asociación universal, he aquí nuestro futuro, a cada uno según su capacidad, a cada capacidad según sus obras, he aquí el derecho nuevo, que sustituye al de conquista y al de nacimiento. El hombre ya no explota al hombre; el hombre asociado con el hombre, explota el mundo abandonado a su poderío.»

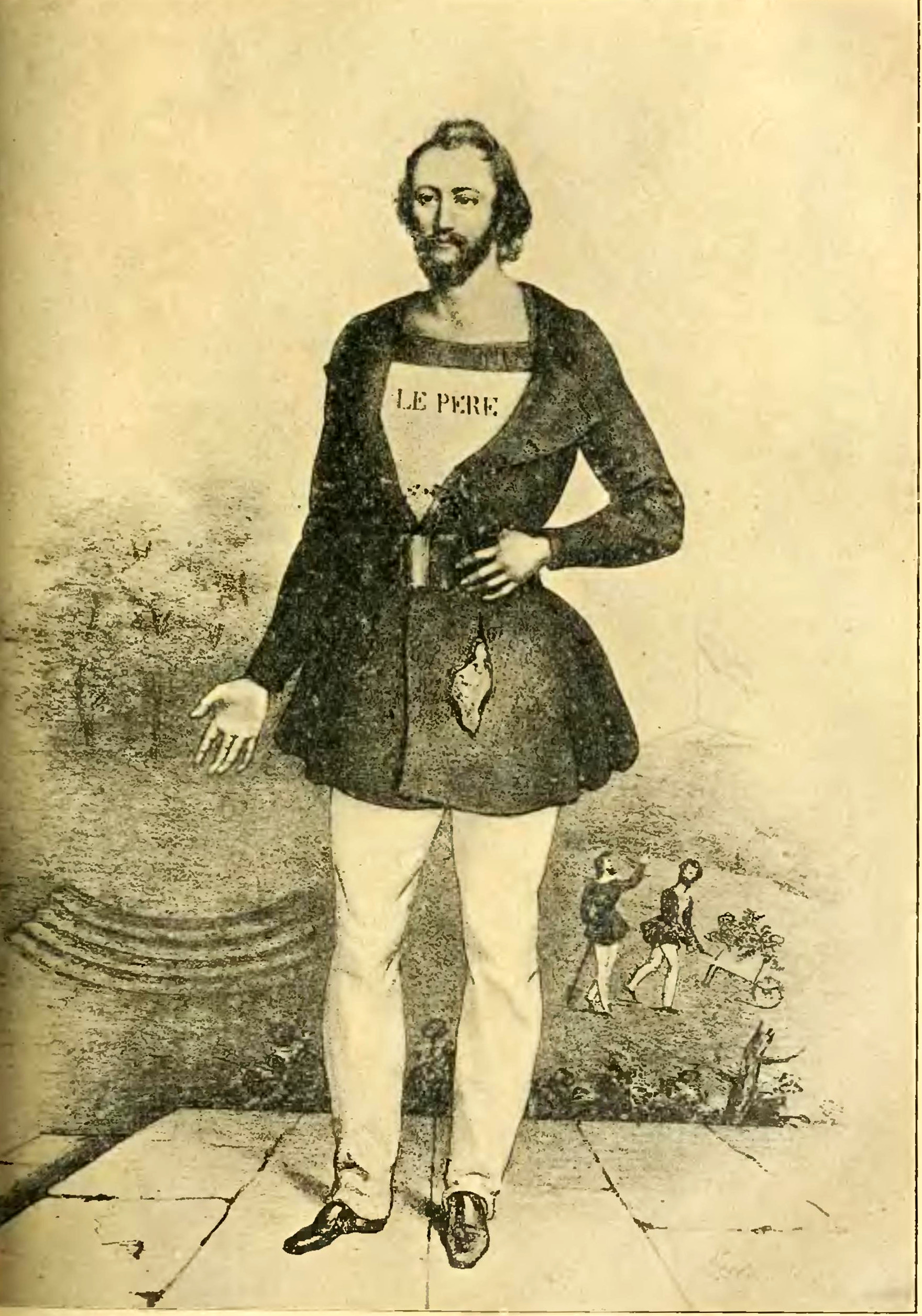
Barthélemy Prosper Enfantin, «padre» de la «religión» sansimoniana.

Los sansimonianos cuestionaron el derecho de propiedad y sobre todo se opusieron radicalmente a que pudiera transmitirse en herencia, porque eso supondría perpetuar «los privilegios del nacimiento» —cuando muriera un propietario sus bienes serían «transferidos» al Estado, «convertido en asociación de los trabajadores»—. "El sansimonismo vinculó la explotación con la institución de la propiedad privada. Consideró los defectos del sistema asocial basado en la propiedad privada como la causa principal de las crisis y la anarquía productiva inherentes al capitalismo". Pero advertían que el sistema social que propugnaban no debía confundirse «con el conocido bajo el nombre de comunión de bienes» pues en su propuesta «cada uno deberá ser clasificado según su capacidad, retribuido según obras». Reybaud enlaza este "dogma práctico" al Nouveau christianisme de Saint-Simón. El hecho de no defender el igualitarismo, de mantener «la desigualdad en la distribución» y de propugnar una sociedad jerarquizada regida por los mejores —entre los que incluían a los industriales, los financieros y los banqueros, «guías naturales de los trabajadores»— hizo que la influencia directa del sansimonismo en los medios obreros fuera muy reducida, a pesar de sus continuas denuncias de la «explotación del hombre por el hombre». Consideraron "el sistema bancario de crédito capitalista como el embrión de la futura organización planificada de la producción".

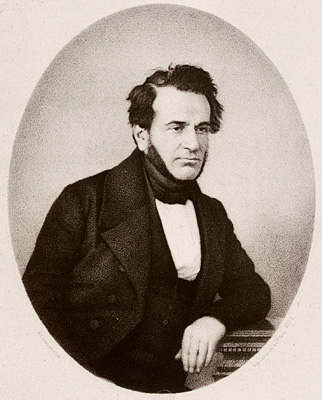
Olinde Rodrigues.

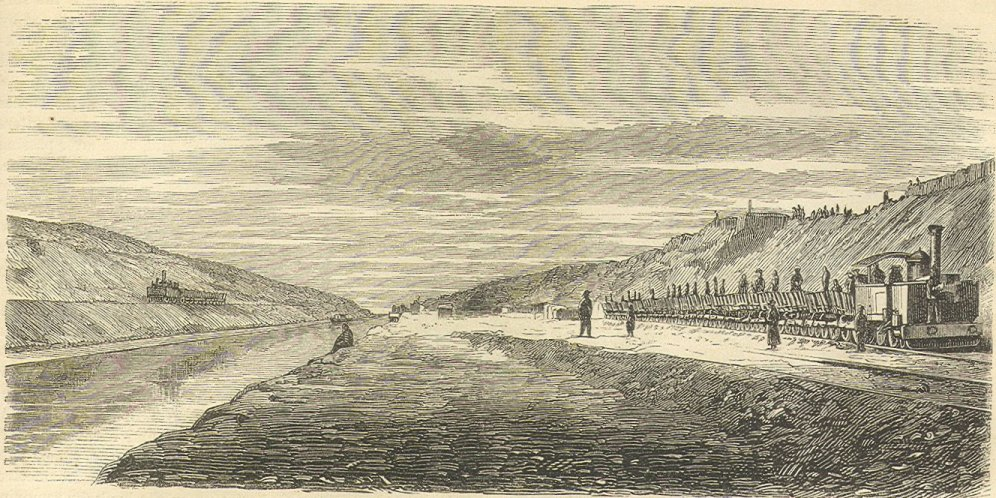
Construcción del Canal de Suez

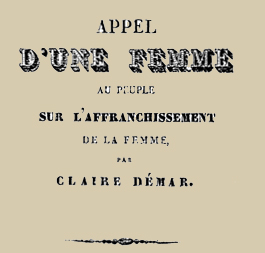
Llamamiento de una mujer al pueblo sobre la emancipación de la mujer por Caire Démar.

En Francia el movimiento encontró numerosos opositores, especialmente entre las clases dirigentes y en la Iglesia católica, y también fue perseguido por el gobierno, pero logró difundirse por todo el país y por los Estados alemanes e italianos, y fuera de Europa, por Oriente Medio y por Egipto, donde los sansimonianos encabezados por Ferdinand de Lesseps desarrollaron el proyecto del canal de Suez inaugurado en 1869. El sansimonismo también influyó en el joven Karl Marx.

### La cuestión de la mujer
Desde 1829 la llamada "cuestión de la mujer" estuvo en el centro de la doctrina. Los sansimonianos fueron de los primeros en ocuparse de la emancipación de la mujer adoptando posiciones muy avanzadas para su tiempo. Denunciaron que las mujeres eran «esclavas» —estaban más explotadas que los hombres pues cobraban menos por el mismo trabajo— y que sus únicas perspectivas vitales eran convertirse en sometidas o en prostitutas, sin capacidad pues para disponer de una vida propia.
Gracias a ello muchas mujeres se acercaron al sansimonismo con la esperanza de lograr la «existencia legal» como ciudadanas. Hay constancia de que entre 1830 y 1831 más de 200 mujeres asistían a los sermones. En una primera etapa, las mujeres situadas en la cima de la jerarquía eran de origen burgués y tenían algún tipo de relación precedente con los líderes del grupo... Claire Bazard, Cécile Fournel, o Aglaë Saint-Hilaire pasaron a ser llamadas las «damas de la doctrina» o las «damas del sombrero» pero los sansimonianos quisieron darse a conocer en los barrios obreros para extender su doctrina y las nuevas devotas fueron mayoritariamente de origen proletario. Muchas eran costureras, en su mayoría muy jóvenes de edad y sin formación académica e incluso en un principio analfabetas cuando llegaron al grupo. Serán estas últimas que se hicieron llamar «las proletarias sansimonianas» quienes lograron mayores avances en sus reivindicaciones. Eugénie Niboyet periodista y editora de prensa fue la responsable del crecimiento de la organización en los barrios populares. Finalmente las damas de la doctrina y las proletarias sansimonianas se separaron. En agosto de 1832 fundaron un periódico dirigido por mujeres: La Femme Libre considerado el primer periódico feminista francés. Sus directoras fueron Marie-Reine Guindorf y Désirée Véret, obreras de 22 y 20 años, pero escribieron en el mismo muchas otras proletarias sansimonianas como Eugénie Niboyet, Jeanne Deroin o Suzanne Voilquin. Firmaron sus artículos sólo con su nombre de pila «el único que les parecía como propio» ya que consideraban que los apellidos eran patriarcales.
En este grupo se encontraban también mujeres como: Angélique Arnaud, Caroline Simon y Claire Démar.

«Quiero hablar al pueblo, al pueblo ¿me oís?
es decir tanto a las mujeres como a los hombres, pues es
habitual el olvidarse de mencionar a las mujeres
cuando se habla del pueblo […]
Hombres de amplias ciencias, de previsión
inconmensurable, decidme, ¿qué habéis hecho por ellas,
por las que todavía amáis, pero hipócritamente,
lúbricamente, y de un modo indigno de hombres que
otorgarían alguna gloria al amor? No habéis
bierto la boca; me equivoco, habéis escrito en
vuestro Código Civil, la mujer debe obedecer a su marido.»
— Claire Démar, 1833

### Ruptura, persecución y extensión del movimiento fuera de Francia (1831-1864)

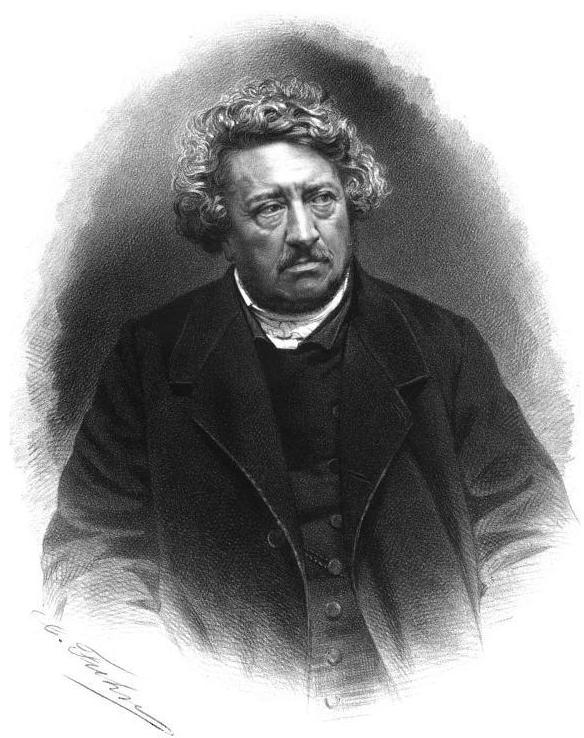
Pierre Leroux.

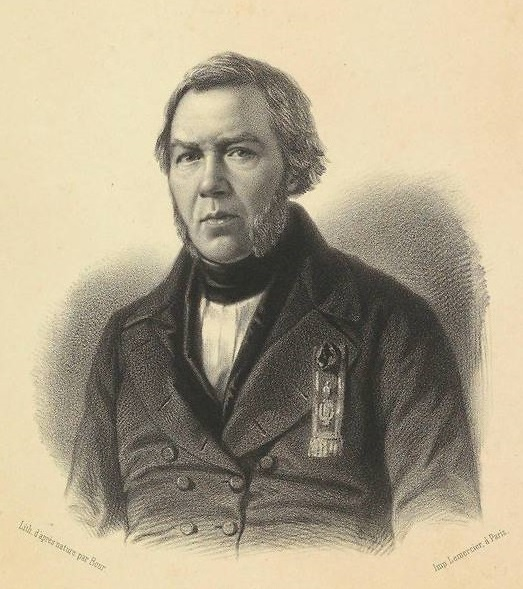
Philippe Buchez.

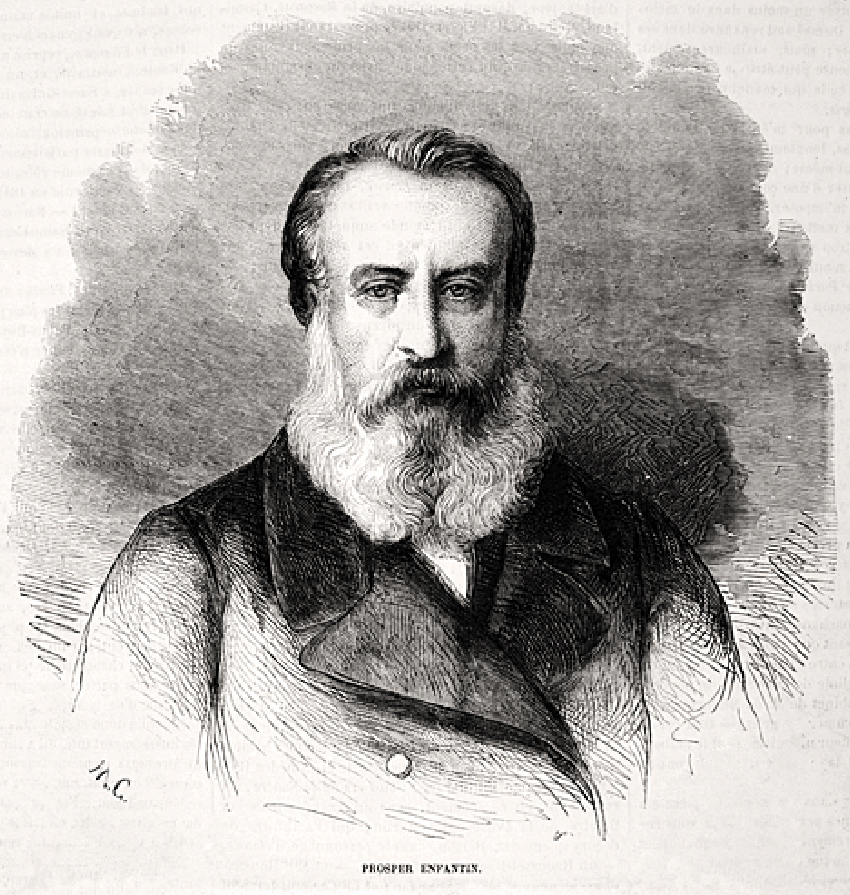
Enfantin.

La progresiva conversión del movimiento en una «religión» que adoptó cada vez más las características de una secta acabó provocando su división —y algunos como Pierre Leroux o Philippe Buchez lo abandonaron—, agravada por la persecución gubernamental a que fueron sometidos sus jefes, siendo algunos de ellos, como Enfantin y Michel Chevalier, condenados a penas de cárcel. Así entre 1833 y 1836 los principales dirigentes sansimonianos, con Enfantin al frente, se trasladaron a Egipto.
Cuando regresaron a Francia los sansimonianos destacaron en el campo del periodismo, de la industria y de las finanzas —los hermanos Péreire se convirtieron en los principales banqueros franceses—. Cuando estalló la revolución de 1848 apoyaron a la Segunda República Francesa pero se opusieron a cualquier muestra de extremismo, por lo que algunos acabaron aceptando el Segundo Imperio francés, como Chevalier y el propio Enfatin, fundador y director de grandes empresas ferroviarias. De esta forma el sansimonismo dejó de ser un movimiento social y mucho menos socialista, por lo que se suele fijar su final en 1864, año de la muerte de Enfantin.